# Fédération syrienne
1922–1925
Entités précédentes :
- État d'Alep
- État de Damas
- Territoire des Alaouites

Entités suivantes :
- État de Syrie
- État des Alaouites

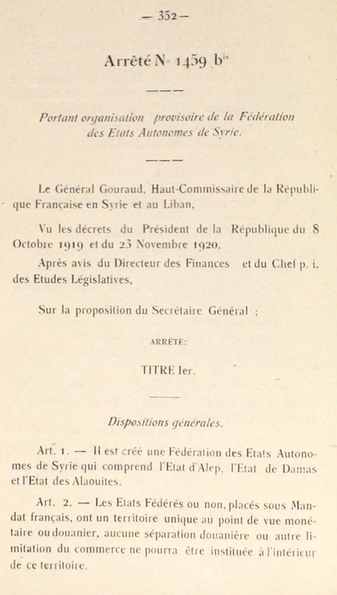

La Fédération syrienne (en arabe : الاتحاد السوري / al-ittiḥād as-sūrī), officiellement la fédération des États autonomes de Syrie, fut constituée le 28 juin 1922 par l'arrêté no 1459 bis du haut-commissaire Gouraud. Elle comprenait les États d'Alep, de Damas et des Alaouites, soit 119 000 à 120 000 km2. Son gouvernement comprenait le « Président de la Fédération » et le « Conseil Fédéral », dont on avait d'abord décidé de fixer le siège alternativement à Alep et à Damas (article 7, alinéa 1er, de l'arrêté). Le 8 janvier 1923, Damas devint le centre permanent du gouvernement de la Fédération syrienne, ce qui provoqua une division. Le seul président de la Fédération fut Soubhi Bey Barakat (les arrêtés nos 1, 2 et 3 qu'il a pris le 25 août 1922 le disent élu par le Conseil fédéral le 29 juin 1922, mais, selon Edmond Rabbath, le premier président de la Fédération — qui n'était pas « rééligible pour l'année qui suivait la cessation de ses fonctions » (voir infra) — a été « nommé et non élu » ; il fut néanmoins élu par le Conseil fédéral le 17 décembre 1923). La Fédération syrienne fut officiellement dissoute, et les États d'Alep et de Damas fusionnés en un État de Syrie, par l'arrêté no 2980 du haut-commissaire Weygand en date du 5 décembre 1924, « qui a reçu son application à partir du 1er janvier 1925 », nommant Soubhi Bey Barakat président du nouvel État en prorogeant ses pouvoirs.

## Histoire
La première session du Conseil fédéral s'ouvrit à Alep le 28 juin 1922 par un discours du haut-commissaire Gouraud.

## Gouvernement
Le « Président de la Fédération » devait être élu par le « Conseil Fédéral », « parmi ses membres, à la majorité absolue des suffrages, pour la durée d'un an seulement et sans qu'il pût être rééligible pour l'année qui suivait la cessation de ses fonctions ».

« Le Président de la Fédération était le président du Conseil fédéral qui l'élisait. Il détenait — en quelque sorte, sous réserve des ratifications du Haut-Commissariat — le pouvoir exécutif de la fédération : (préparation et exécution du budget fédéral, nomination des fonctionnaires, élaboration des traités avec les Etats non fédérés). Le Conseil fédéral était l'organe délibérant. Composé de cinq représentants par Etat, il était compétent pour « étudier les propositions tendant à l'adoption d'une législation unique », ainsi que sur les questions économiques (travaux publics, etc) présentant un intérêt fédéral. »